# Philoxenosz (festő)

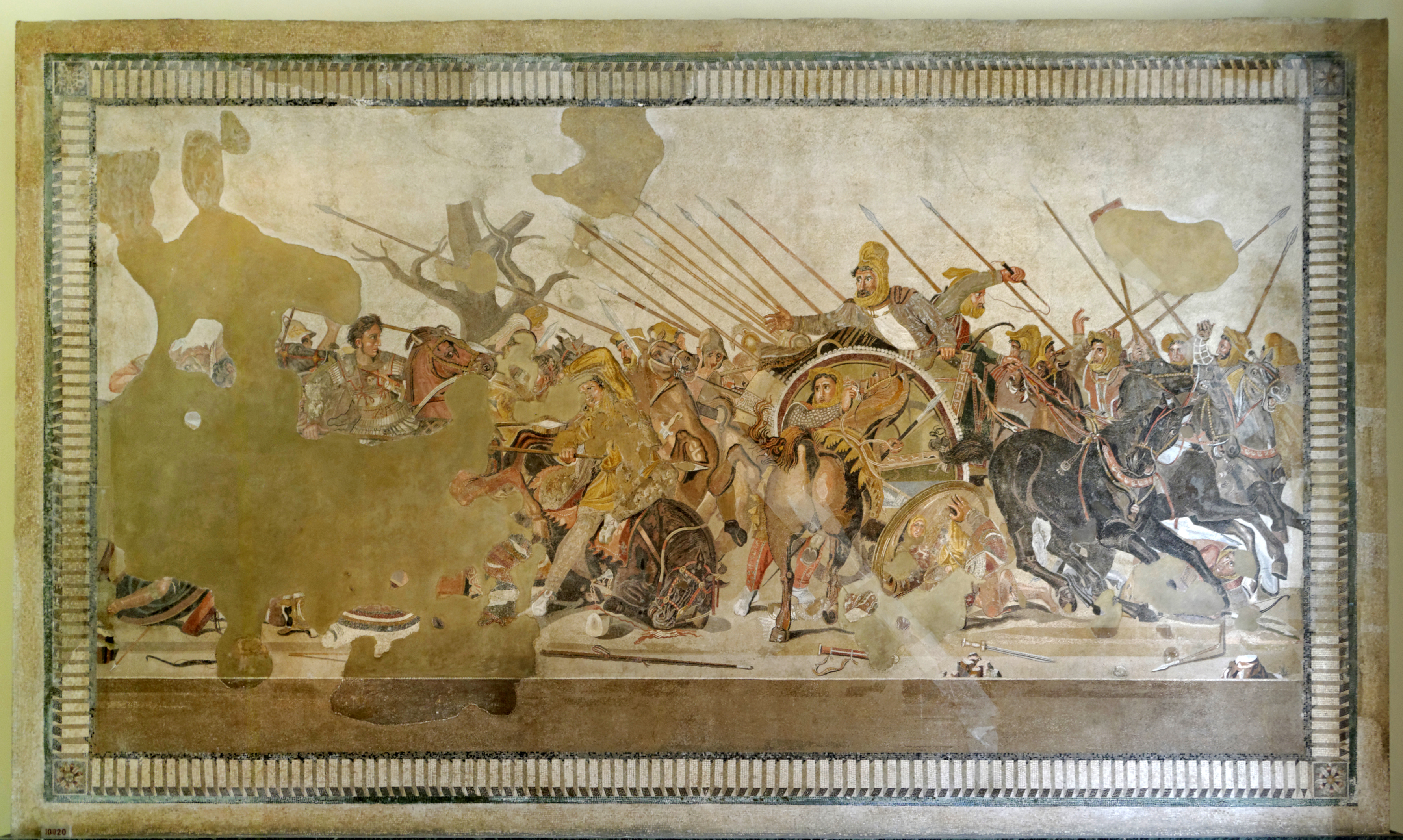
Philoxenosz fennmaradt festménye egy mozaikmásolat.

Philoxenosz (görögül: Φιλoξενoς) vagy Eretriai Philoxenosz (i. e. 315 körül, i. e. 4. század vége) görög festő. 

## Festészete
Nikomakhosz tanítványa volt és szülővárosa a görög Eretria volt. Leghíresebb festménye, amely Nagy Sándor és III. Dareiosz perzsa király csatáját ábrázolta, egy feltevés szerint egy Pompeiiben talált mozaikmásolatban maradt fenn (Nagy Sándor-mozaik, Nápoly)

### A mozaikmásolat
A másolat eredetije egy Pompeiben talált mozaik lehetett. A csatakép arról tanúskodik, hogy Philoxenosz a klasszikus festészet nyomán a mozgalmas tömegjelenetet szűk térbe szorította be, és alig alkalmazott tájképi elemeket. A háttérben a felmeredő lándzsák jelzik a makedón sereg bekerítő manőverét. A kép előterében a harci szekéren álló perzsa király megdöbbenve nézi egyik főemberének halálát, aki az urát támadó makedón uralkodó elé állt. A kép középpontjában a két uralkodó találkozásának drámai jelenete áll.

## Külső hivatkozások
- Mosaic masterpiece (angol nyelven). saudiaramcoworld.com. [2011. június 10-i dátummal az eredetiből archiválva]. (Hozzáférés: 2010. december 7.)